# Eocarcinoidea
Eocarcinoidea — вымершее надсемейство десятиногих раков из инфраотряда неполнохвостых (Anomura). Ранее считавшиеся самыми ранними настоящими крабами, теперь они считаются старейшими представителями неполнохвостых. Их окаменелости известны с триасового по палеогеновый периоды (212—183 миллионов лет назад). Обнаружены в ископаемых отложениях Евразии (Арабские Эмираты и Великобритания)

## Классификация
По данным сайта Paleobiology Database, на май 2023 года в надсемействе выделяют 2 семейства с единственным родом и видом каждое:
- †Eocarcinidae Withers, 1932
  - †Eocarcinus Withers, 1932
    - †Eocarcinus praecursor Withers, 1932. Датирован плинсбахским веком (нижняя юра), ранее рассматривался в составе крабов[3][4]
- †Platykottidae Chablais et al., 2010
  - †Platykotta Chablais et al., 2010
    - †Platykotta akaina Chablais et al., 2010. Датируется рубежом норийского и рэтского веков (верхний триас), древнейший известный вид неполнохвостых[4]